# 南九万
南 九万（ナム・グマン、朝鮮語: 남구만、1629年 - 1711年）は、李氏朝鮮粛宗代の文臣、詩人、歴史学者。号は「薬泉」。

## 人物
1656年、別試文科合格。その後、漢城府左尹、大提学、大司諫、右議政、領議政、奉朝賀を歴任する。1689年、粛宗が昭儀張氏の実子（景宗）を世子に立てようとすると、これに反対する宋時烈に同調して失脚、現在の東海市望祥洞深谷村に流刑に処される。
南九万は、著書『東史辨證』において、檀君朝鮮を建国した檀君について考証している。南九万は、檀君の治世について怪しげな点を整理し、「檀君は神的存在」「檀君が1500年にわたって朝鮮を治め、1908歳の余生を終えた」という主張は説得力がないと糾弾している。